# Lanx alta
Lanx alta är en snäckart som först beskrevs av Tryon 1865.  Lanx alta ingår i släktet Lanx och familjen dammsnäckor. Inga underarter finns listade i Catalogue of Life.